# Piesek twist
Piesek twist – drugi singiel Urszuli promujący jej album Udar.

## Lista utworów
- "Piesek twist" (4:23)

## Twórcy
- Urszula – śpiew
- Stanisław Zybowski – gitary
- Jarosław Chilkiewicz – gitara
- Wojtek Kuzyk – gitara basowa
- Sławek Piwowar – instrumenty klawiszowe
- Krzysztof Poliński – perkusja
- Ania Stankiewicz – chórki

- gościnnie: Wojtek Kowalewski – gościnnie

- Nagrania dokonano w VEGA STUDIO – listopad 2001
- Produkcja nagrania – Stanisław Zybowski
- Realizacja nagrania – Rafał Paczkowski
- MIX-STUDIO S-4 – Rafał Paczkowski
- Mastering – Grzegorz Piwkowski
- Management – IMPRES JOT Julita Janicka
- Organizacja koncertów – IMPRES JOT Krzysztof Kieliszkiewicz
- Fotografia – Robert Wolański
- Projekt graficzny – Waciak

## Listy przebojów
| Notowania                          | pozycja |
| ---------------------------------- | ------- |
| Lista Przebojów Programu Trzeciego | 26      |
| Szczecińska Lista Przebojów        | 50      |
| Top 15 - Wietrzne Radio            | 5       |